# Chinguetti
Chinguetti este o comună din Regiunea Adrar, Mauritania, cu o populație de 4.711 locuitori.